# Bernier Island
Bernier Island ist eine längliche Insel, die nördlich vor der Shark Bay vor der Westküste von Western Australia in Australien liegt.

## Geographie
Die etwa 50 Kilometer westlich der Stadt Carnarvon gelegene Insel ist 45 km² groß und durch einen vier Meter tiefen und 500 Meter breiten Sund vom südlich angrenzenden Dorre Island getrennt. 400 m nördlich liegt das winzige Koks Island.
Die Insel gehört zum Bernier and Dorre Island Nature Reserve, ein Naturschutzgebiet in der Shark Bay.

## Geschichte

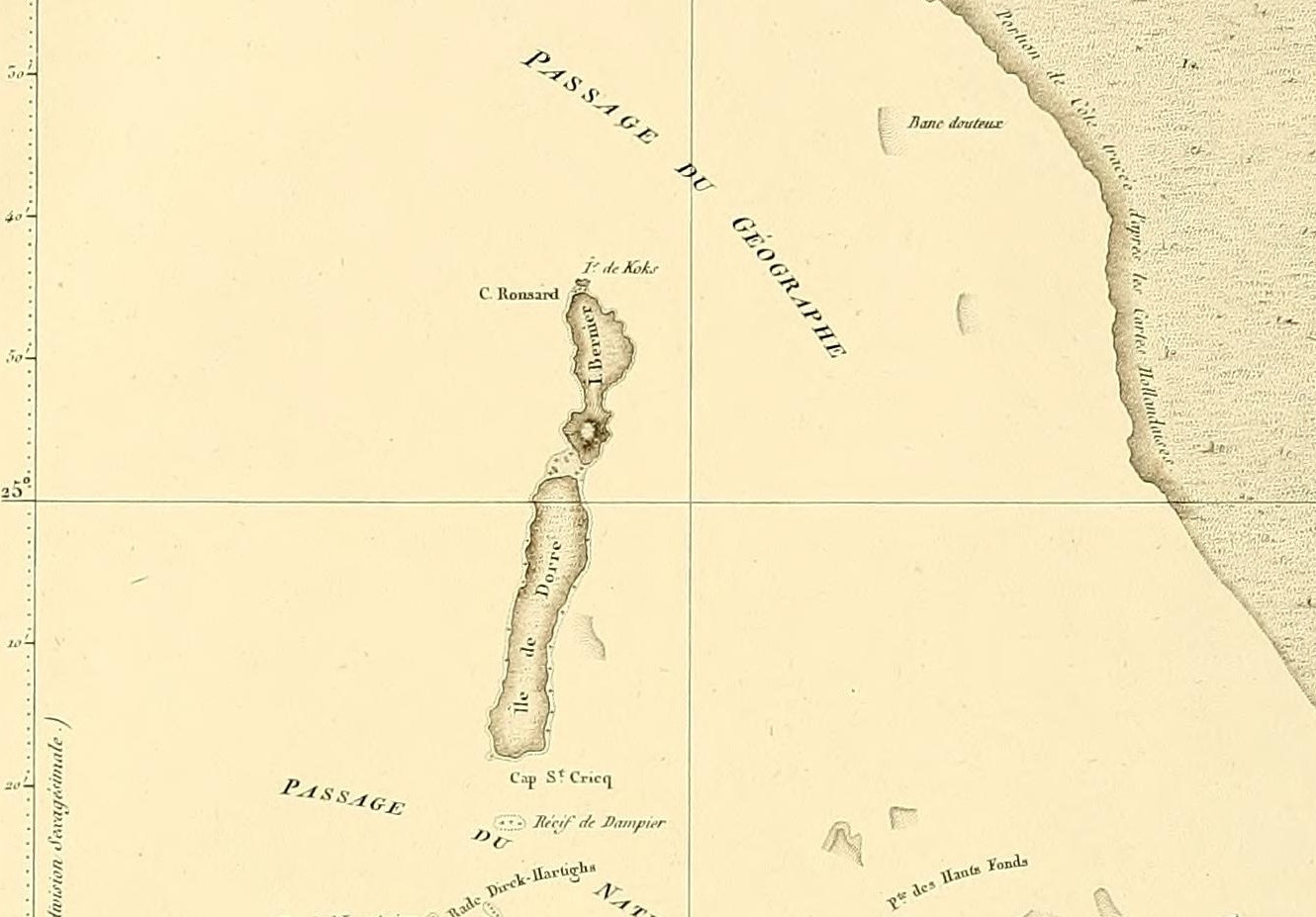
Die Île Bernier aus dem Atlas de l'expédition Baudin

Bernier Island und Dorre Island wurden bereits Anfang des 17. Jahrhunderts vom niederländischen Seefahrer Dirk Hartog entdeckt. Im Jahr 1801 besuchte der französische Astronom Pierre-François Bernier die nach ihm benannte Insel. Bernier berichtet, dass die Insel unter anderem wegen Süsswassermangel nicht für eine dauerhafte Besiedlung geeignet wäre.
In der Shark Bay gab es in der Zeit von 1908 bis zum Januar 1919 zwei sogenannte Lock Hospitals (i. Sinne von Isolier-Zwangsanstalten), in der Aborigines getrennt nach weiblichen und männlichen Geschlechts – unter Vorwand von Geschlechtskrankheiten auf der Basis des Aborigines Act 1905 –, ein Gesetz von Western Australia, zwangsweise eingewiesen werden konnten. Heute ist bekannt, dass der größte Teil der Internierten keineswegs an Geschlechtskrankheiten litt, sondern Opfer von damaligen Vorurteilen und rassistisch geprägten Denken und Politik Australiens waren. Dabei waren die Personen der indigenen Bevölkerung keineswegs von einem Arzt untersucht oder eingewiesen worden, sondern lediglich aufgrund polizeilicher Befragungen, die zu Verhaftierung oder Internierung in Lock Hospitals führten. Besonders häufig wurden Aborigines-Frauen zwangseingewiesen, die mit weißen Männern sexuelle Beziehungen gepflegt haben sollen. Aborigines weiblichen Geschlechts wurden auf Dorre Island und männlichen Geschlechts auf Bernier Island im Norden der Shark Bayy interniert. Heute bezeugen Bau-Ruinen das Erbe dieser Politik Australiens und einer besonders perfiden Form von Menschenrechtsverletzungen auf den zwei Inseln, auf die wegen gefährdeter Tierarten lediglich ein beschränkter Zugang möglich ist.

## Tierwelt
Von den 26 bedrohten australischen Säugetierarten leben allein fünf auf Bernier Island und dem nahe gelegenen Dorre Island. Die Inseln sind heute unbewohnt, allerdings Heimat für einige der letzten Exemplare des Gebänderten Hasenkängurus (Lagostrophus fasciatus).